# Daniel Komayesh
 Daniel Komayesh Nejad, född 8 mars 1992 i Skövde, är en svensk före detta handbollsspelare (vänsternia). Han har spelat i elitserien för IFK Skövde, Önnereds HK och HK Malmö.

## Karriär
Komayesh spelade som yngre både handboll och fotboll, men vid 15 års ålder satsade han på handbollen. Han debuterade i elitserien för moderklubben IFK Skövde säsongen 2009/2010 och blev ordinarie spelare i A-truppen säsongen 2010. Han skrev 2013 på för Önnereds HK innan han 2015 gick till HK Malmö. Han har också spelat sex landskamper för Irans handbollslandslag 2015–2016.
2016 valde Komayesh att avsluta sin handbollskarriär på grund av skador. Han satsade istället på ekonomistudier men var också aktiv som fotbollsspelare i Ulvåkers IF i division 4, där han spelade som anfallare.
Från december 2017 till januari 2018 gjorde han en tillfällig comeback inom handbollen då han spelade några matcher för HK Country i Allsvenskan.